# Ptychomitrium evanidinerve
Ptychomitrium evanidinerve là một loài rêu trong họ Ptychomitriaceae. Loài này được (Broth.) Broth. mô tả khoa học đầu tiên năm 1925.